# Inginerie electrochimică
Ingineria electrochimică este un domeniu al ingineriei consacrat aplicațiilor tehnice ale fenomenelor și electrochimice.
Grupul acestor aplicații cuprinde, printre altele: 
- Sinteze de produse chimice
- Modificări electrochimice de suprafață (superficiale) prin electrodepunere sau băițuire
- Obținere electrolitică de metale și rafinare electrolitică de metale
- Conversia electrochimică a energiei: proiectarea si exploatarea surselor electrochimice de curent electric: baterii, acumulatori, pile de combustie

## Situarea tehnică a domeniului
Ingineria electrochimică e un domeniu de interferență dintre ingineria chimică și ingineria electrică. Domeniul de activitate e variat. El rezultă și se constituie din aplicarea la scară industrială a electrochimiei. Ingineria electrochimică s-a cristalizat treptat din anumite domenii ale ingineriei chimice.